# 子城遗址
子城遗址，位于中国河北省保定市子城村一带，为保定市顺平县的一个省级文物保护单位，类型为古遗址，公布时间为1982年7月23日。
子城遗址的历史年代为战国、汉。